# Neuris Delgado Ramírez
Neuris Delgado Ramírez (25 de octubre de 1981) es un Gran Maestro Internacional de ajedrez cubano, que reside en Asunción, Paraguay. Está casado con Alicia Piriz Techera.
Obtuvo la nacionalidad paraguaya y actualmente representa a la Selección de Ajedrez del Paraguay, llegando a ocupar el primer tablero.

## Resultados destacados en competición
Fue segundo en el Campeonato de Cuba de ajedrez, en 2002 en Holguín. Fue ganador del campeonato de Cuba juvenil en 2001.
Participó representando a Cuba en tres Olimpíadas de ajedrez en 2002, 2004 y 2006, en dos Campeonato del Mundo de ajedrez por equipos en 2001 y 2005, en 2001 en Ereván, alcanzó la medalla de oro individual al segundo tablero reserva y en dos Campeonato Panamericano de ajedrez por equipos en 2003 y 2009, en 2003 en Río de Janeiro, alcanzó la medalla de oro por equipos y la medalla de oro individual al tercer tablero en 2009 en Mendes, alcanzó la medalla de plata por equipos y la medalla de oro individual al cuarto tablero.